# Cappella di San Giovanni (Villa Chigi-Saracini)
La cappella di San Giovanni si trova a Castelnuovo Berardenga, nella villa Chigi Saracini.

## Storia e descrizione
Costruita intorno al 1840, fa parte della villa progettata da Agostino Fantastici, realizzata nel 1820-1840, e contraddistinta dalle forme neoclassiche tipiche dell'architetto senese.
Le lesene angolari sostengono un timpano ed inquadrano una parete a finto bugnato nella quale si apre un arco a tutto sesto ove è collocato il raffinato portale affiancato da due colonne ioniche e sormontato dal timpano.
L'interno è coperto a volte ed ospita le sepolture di alcuni membri della famiglia Saracini e, sull'altare, il Martirio di sant'Orsola del pittore ottocentesco senese Giovanni Bruni.